# United States Disciplinary Barracks

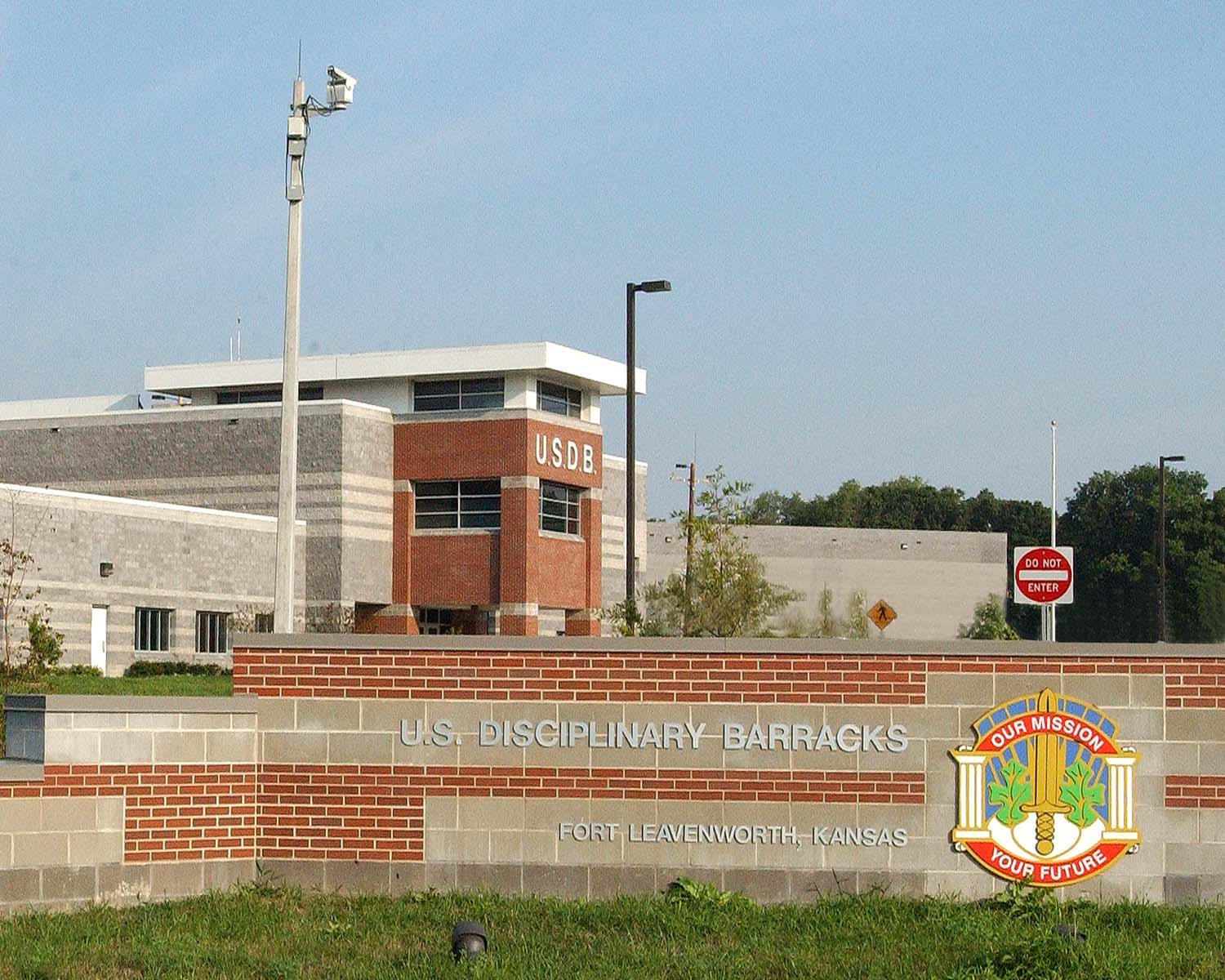
Neubau

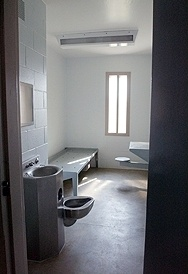
Zelle der USDB, Fort Leavenworth

Die United States Disciplinary Barracks (USDB; deutsch etwa Disziplinarkaserne der Vereinigten Staaten) ist eine Strafvollzugseinrichtung der US-amerikanischen Streitkräfte. Das Militärgefängnis befindet sich im Areal von Fort Leavenworth im Gemeindegebiet von Leavenworth im Bundesstaat Kansas. Hier werden auch jene Soldaten untergebracht, die nach dem Militärstrafrecht der Vereinigten Staaten zum Tode verurteilt wurden. Die United States Disciplinary Barracks liegen in der Nähe des Bundesgefängnisses Leavenworth, der Midwest Joint Regional Correctional Facility und der Lansing Correctional Facility. Diese vier bedeutenden Strafanstalten stellen einen wichtigen Wirtschaftsfaktor in der Gegend um Leavenworth dar.

## Geschichte

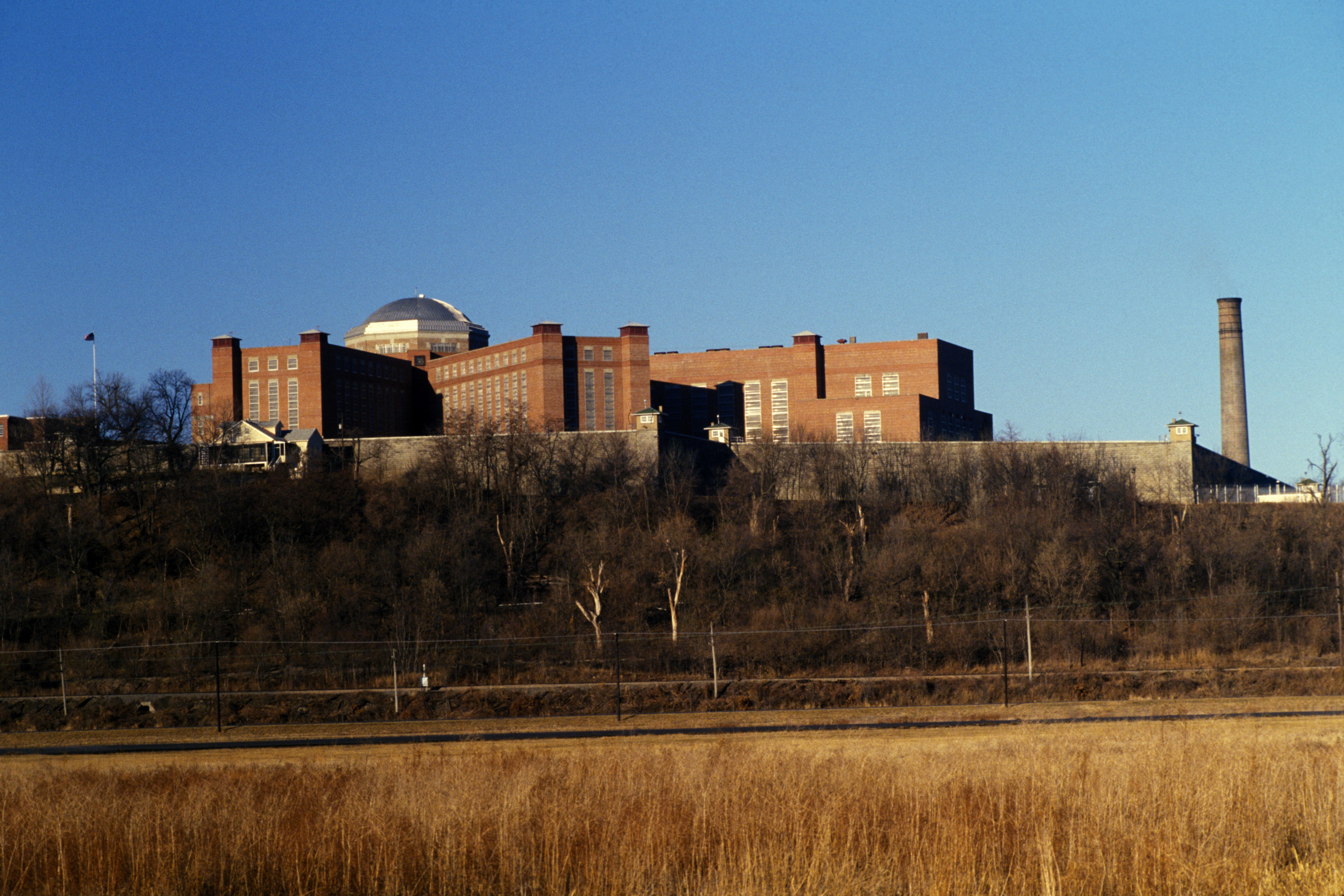
Außenansicht des ehemaligen, mittlerweile abgerissenen Gefängnisgebäudes (1977).

Die Anstalt wurde 1874 durch ein Bundesgesetz als United States Military Prison gegründet. Die Gefangenen selbst wurden größtenteils für die Errichtung der Gefängnisgebäude herangezogen. Die Bauarbeiten begannen im Jahr 1875 und wurden 1921 vollendet. Diese erste Anstalt war für die Aufnahme von bis zu 1500 Insassen ausgelegt. Von 1895 bis 1903 wurden die Häftlinge der Militärstrafanstalt auch für den Bau des nahe gelegenen Bundesgefängnisses Leavenworth herangezogen.
Im Jahr 2002 eröffnete eine moderne, auf eine Belegung von 521 Insassen ausgelegte Strafanstalt, die die alternden Gebäude des ersten Militärgefängnisses ablöste. Bereits zwei Jahre danach begann die Militärverwaltung aus Kostengründen mit dem Abriss der alten Infrastruktur. Das Gefängnis wird in den letzten Jahren als Alternative zum Gefängnis für Gefangene aus den Kriegen in Afghanistan und dem Irakkrieg diskutiert, die in Guantanamo Bay festgehalten werden, falls das dortige Gefangenenlager geschlossen werden sollte.

## Todesstrafe
Bislang wurden in Leavenworth 29 Hinrichtungen vollzogen, darunter auch insgesamt 14 an deutschen Kriegsgefangenen, die an drei Tagen im Juli und August 1945 wegen Mordes gehängt wurden. Bei ihren Opfern handelte es sich um Mitgefangene, die von den Tätern als Spione, welche die Gefangenen für die US-Behörden aushorchten, oder als sonstige Verräter am Deutschen Reich betrachtet wurden. Die Taten, für welche die Männer an den Galgen in Leavenworth kamen, wurden deshalb auch als Fememord bezeichnet. Am 10. Juli 1945 wurden fünf Gefangene in einem alten Fahrstuhlschacht der U.S. Disciplinary Barracks hingerichtet, die nach Feststellung eines Militärgerichts den 1904 geborenen Gefreiten Johannes Kunze aus dem Afrikakorps in Camp Tonkawa (Oklahoma) zu Tode geprügelt hatten. Am 14. Juli 1945 wurden zwei weitere Gefangene in demselben Fahrstuhlschacht hingerichtet, die in Camp Aiken (South Carolina) einen anderen Gefreiten aus dem Afrikakorps, den 1920 geborenen Horst Günther, erdrosselt und dann tot aufgehängt hatten, als wäre es Selbstmord. Sieben ehemalige U-Boot-Fahrer, die im Lager Camp Papago Park den Informanten der US-Behörden und einstigen U-Boot-Fahrer Werner Drechsler am 12. März 1944 gelyncht hatten, wurden am 25. August 1945 an einem hierfür eigens errichteten besonders großen Galgen gehängt, denn im gesamten 20. Jahrhundert wurden auf dem Territorium der Vereinigten Staaten niemals so viele Verurteilte auf einmal hingerichtet.
Die letzte Hinrichtung durch das US-amerikanische Militär wurde am 13. April 1961 an John A. Bennett vollzogen. Alle bisherigen Exekutierten wurden gehängt, jedoch wurde die Giftspritze als modernere Exekutionsmethode für die Zukunft bestimmt. In der Regel werden die hingerichteten Straftäter auf dem angeschlossenen Gefängnisfriedhof bestattet.

## Bekannte Insassen
- William Calley (1943–2024), US-amerikanischer Offizier, verurteilt für das Massaker von My Lai
- Jeffrey Carney (* 1963), US-amerikanischer Unteroffizier und DDR-Spion
- Charles Graner (* 1968), Angeklagter im Abu-Ghuraib-Folterskandal
- James W. Hall (* ca. 1959), US-amerikanischer Unteroffizier und DDR-Spion
- Chelsea Manning (* 1987), US-amerikanische IT-Spezialistin und ehemalige Angehörige der US-Streitkräfte[5]

## Filme
- In Verdammt in alle Ewigkeit (1951) und Die Verdammten des Krieges (1989) wird das Militärgefängnis erwähnt.
- Die letzte Festung (2001) Spielfilm von Rod Lurie mit Robert Redford und James Gandolfini spielt im Gefängnis.
- Die von Oscar Isaac verkörperte Hauptfigur in The Card Counter (2021), Spielfilm von Paul Schrader, sitzt ca. zehn Jahre im Gefängnis; viele Szenen spielen dort.